# Малополовецкое
Ма́лополове́цкое — село в Фастовском районе Киевской области Украины.
Население в 2021 году составляет 989 человек.

## География
Здесь берёт начало река Собот, приток Каменки.
Около села расположен курган Могила-Лядвига, высота над уровнем моря 227,2 м.
Близ с. Малополовецкое находится заказник ландшафтного типа Кожанская балка площадью 50 гектаров. Статус заказника был присвоен Кожанской балке решением 16-й сессии Киевского облсовета 21-го созыва от 10.03.94.

## Климат
Климат умеренно континентальный, мягкий, с достаточным увлажнением. Средняя температура января −6°C, июля +19,5°C. Длительность вегетационного периода от 198 до 204 дней. За год на территории выпадает 500—600 мм осадков, главным образом летом.

## История
Село Малополовецкое расположено в 20 км к юго-западу от города Фастов. Оно раскинулось по оврагам и холмам, усеивающим берега реки Собот в её среднем течении, там, где она разветвляется на два притока, образуя треугольник, в котором в глубокой древности возникли поселения самых давних наших предков.
Пересекающая село река Собот берет начало в 15 км юго-западнее него — на полях села Почуйки Попельнянского района Житомирской области. Она впадает в реку Каменку на территории села Великополовецкое. Название села ассоциируется, как отмечал краевед и историк XIX века Лаврентий Похилевич,  с известными в нашей древней истории половцами. Этот автор в книге о населении Киевской губернии писал: «Весьма возможно, что основание селения принадлежит эпохе половецких нашествий».
Он заключал, что князь половецкий Тугорхан, на дочери которого женился в 1094 году князь Киевский Святополк, тогда владел городом Сквирой и с. Трилесами, а Малополовецкое от Трилес в восьми километрах в сторону М. Сквирки. Отсюда можно считать, что и Малополовецкое входило во владение Тугорхана. В 1591 году Малополовецкое уже принадлежало Белоцерковскому старостатству и в этом году было уничтожено крымскими татарами.
Иллюстрация 1616 года свидетельствует: «В селении этом поселившихся людей находится 15 номеров. Повинностей и податков не отдают никаких, по силе увольнения которое им дано на известное число течение». «В 1740 году в Малополовецком было уже 80 домов, в селе находилась приходская церковь, к приходу которой были причислены деревни: Краснолисы с 20, Яхны с 10 и Зубари с 10 домами». Из этого можно сделать вывод, что село Малополовецкое основано во второй половине XI века. Первыми поселенцами были половцы, которые стали вести оседлую жизнь.
Село расположено в развилке двух рек, которые служили для него защитой с трёх сторон. Село разрасталось, он уже не умещалось в треугольнике, ограниченном реками; те застроенные участки, которые появились за первоначальными пределами, стали называться Новоселицей и Заречьем. 
В XIX веке село Малополовецкое было в составе Мало-Половецкой волости Васильковского уезда Киевской губернии. 

### Количество жителей и их занятия в прошлом
Согласно данным Л. Похилевича, по состоянию на 1863 год в Малополовецком насчитывалось 2568 жителей обоего пола, а в уставной грамоте графа Владислава Браницкого от 29.9.1862 указывалась численность крепостных крестьян обоего пола 1151. Из этого можно сделать вывод, что 1417 жителей не было крепостными, а были казёнными крестьянами и барщину не отрабатывали.
Только на Киевщине есть сёла Половецкое (Богуславский р-н), Малополовецкое (Фастовский р-н), Великополовецкое (Сквирский р-н), причем сама Сквира определённое время называлась Половечина.
Великополовецкое расположено на берегах реки Каменки, в 20 км от Фастова, в 35 км от Сквиры и в 22 км от Белой Церкви. По грамоте 1390 года литовского князя Владимира Ольгердовича, оно принадлежало потомкам половецкого князя Тугоркана — Рожиновским (князья Половцы-Рожиновские), в 1591 году было включено в Белоцерковское старостатство и по грамоте польского короля передано во владение польскому магнату М. Ружинскому.
Около села в урочище Заречье сохранились остатки поселений времени неолита (IV—III тыс. до н. э.), бронзы (ІІ тыс. до н. э.) и Киевской Руси (X—XIII вв.).

## Раскопки
В 1991 г. экспедиция Киевского государственного педагогического института имени Максима Горького (КГПИ, ныне НПУ имени М. П. Драгоманова) во главе с Р. Г. Шишкиным провела разведочно-рекогносцировочные работе в окрестностях Малополовецкого. Открыты многослойные поселения Малополовецкое-1 к востоку от села и Малополовецкое-2 — к западу. На памятниках зафиксированы материалы эпохи бронзы, черняховской культуры, древнерусского времени.
В 1992 г. экспедицией КГПИ во главе с Н. М. Кравченко на поселении Малополовецкое-2 начаты раскопки. Исследованы остатки жилища и выносной очаг белогрудовской культуры эпохи поздней бронзы.
В 1993 г. раскопки на поселении были продолжены совместной экспедицией НПУ им. Драгоманова и Фастовского государственного краеведческого музея (Фастовская археологическая экспедиция). В 1993 г. Р. Г. Шишкиным был открыт могильник Малополовецкое-3 (эпоха бронзы, скифское время, кочевники древнерусского времени).
На протяжении 1993—2011 гг. раскопки и разведки у с. Малополовецкое проводит Фастовская археологическая экспедиция во главе с С. Д. Лысенко. Основное внимание уделено раскопкам могильника Малополовецкое-3. За этот период около села зафиксировано 26 памятников археологии. Исследованная на могильнике за период 1993—2010 гг. площадь составила 17254 кв. м. Обнаружено 191 погребение указанных периодов. По всему Малополовецкому археологическому комплексу (МАК) раскопанная в 1992—2010 гг. площадь составляет 19093 кв. м.
Постановлением Кабинета министров Украины от 3 сентября 2009 г. № 928 «Про занесення об'єктів культурної спадщини національного значення до Державного реєстру нерухомих пам’яток України» Малополовецкий археологический комплекс был занесен в «Державний реєстр нерухомих пам’яток України»; охранный № 100025-Н.

## Улицы
Главная улица села носит название Центральная, её протяжённость составляет почти 3 км. Также в селе есть улицы Комарова, Лесная, Набережная, Полевая, Садовая, Солнечная, Степная, Счастья, Шляховая.

## Социальная инфраструктура
Работает школа № 1, в которой учится 61 школьник (2014), также в селе расположены дом престарелых на улице Горького, медамбулатория, сельскохозяйственные общества.

## Съёмки фильмов
В селе снимались несколько фильмов, в том числе:
- «Батальоны просят огня» (1985)
- «Незабываемое» по рассказам Довженко (1967)
- «Девять жизней Нестора Махно»

## Местный совет
08555, Киевская область, Фастовский район, с. Малополовецкое, ул. Паркова, 8